# Michael Grunst
Michael Grunst (* 13. März 1970 in Plauen, DDR) ist ein ehemaliger deutscher Kommunalpolitiker (bis 2025 Die Linke, seitdem SPD). 2016 bis 2023 war er Bezirksbürgermeister von Berlin-Lichtenberg.
Seit dem 21. März 2024 ist Grunst Präsident des SV Lichtenberg 47.

## Ausbildung und Beruf
Michael Grunst absolvierte zunächst eine Ausbildung als Wirtschaftskaufmann der Industrie, die er 1988 abschloss. Im August 1988 wurde er zur Offiziershochschule der Grenztruppen einberufen. Neben der Anrechnung als Grundwehrdienst sollte die Ausbildung der Erlangung der Hochschulreife dienen. Grunst verließ die Offiziershochschule im April 1990.
Von Mai 1990 bis 1992 arbeitete Grunst im Druckhaus Friedrichshain und absolvierte anschließend einen Kurs zum mathematisch-technischen Assistenten. 1995 begann er ein duales Studium an der Fachhochschule für Verwaltung und Rechtspflege, das er als Diplomverwaltungswirt (FH) abschloss.
Anschließend bekleidete Grunst verschiedene Positionen in der Berliner Verwaltung und wurde 2003 persönlicher Referent von Heidi Knake-Werner (Die Linke) bei der Berliner Senatsverwaltung für Gesundheit, Soziales und Verbraucherschutz. Nach seinem Aufstieg in den höheren Verwaltungsdienst wurde Grunst Ende 2012 Leiter des Ordnungsamtes im Bezirk Treptow-Köpenick. Im Januar 2015 wählte ihn dort die Bezirksverordnetenversammlung zum Stadtrat für Jugend und öffentliche Ordnung. 
Vom 16. Dezember 2016 bis zum 21. April 2023 war Grunst Bezirksbürgermeister von Lichtenberg.

## Politik
Grunst positionierte sich wiederholt für ein klares Verhältnis zur politischen Unterdrückung in der DDR. So kündigte er im Jahr 2006 an, Gedenktafeln unterstützen zu wollen, auf denen die von Hubertus Knabe geforderte Formulierung „vierzigjährige kommunistische Diktatur in Ostdeutschland“ zu finden ist.
Grunst nahm Stellung gegenüber antiisraelischen Stimmungen in der Partei Die Linke. In mehreren Briefen an Oskar Lafontaine und Gregor Gysi äußerte Grunst seine „große Besorgnis“ über „antiisraelische Stellungnahmen“ aus den Reihen der Partei.
Im Januar 2025 verließ Grunst Die Linke und trat der SPD bei.